# بيليغرينا باستورينو
بيليغرينا باستورينو (بالإسبانية: Pelegrina Pastorino)‏ وتُغرف اختصارًا باسمِ بيليه، (وُلدت عام 1902 في جنوى بإيطاليا وتُوفيّت عام 1988 في بوينس آيرس بالأرجنتين) كانت ناشطة حقوقيّة وناقدة ومتُرجمة ومدرِّسة أرجنتينيّة.

## المسيرة المهنيّة

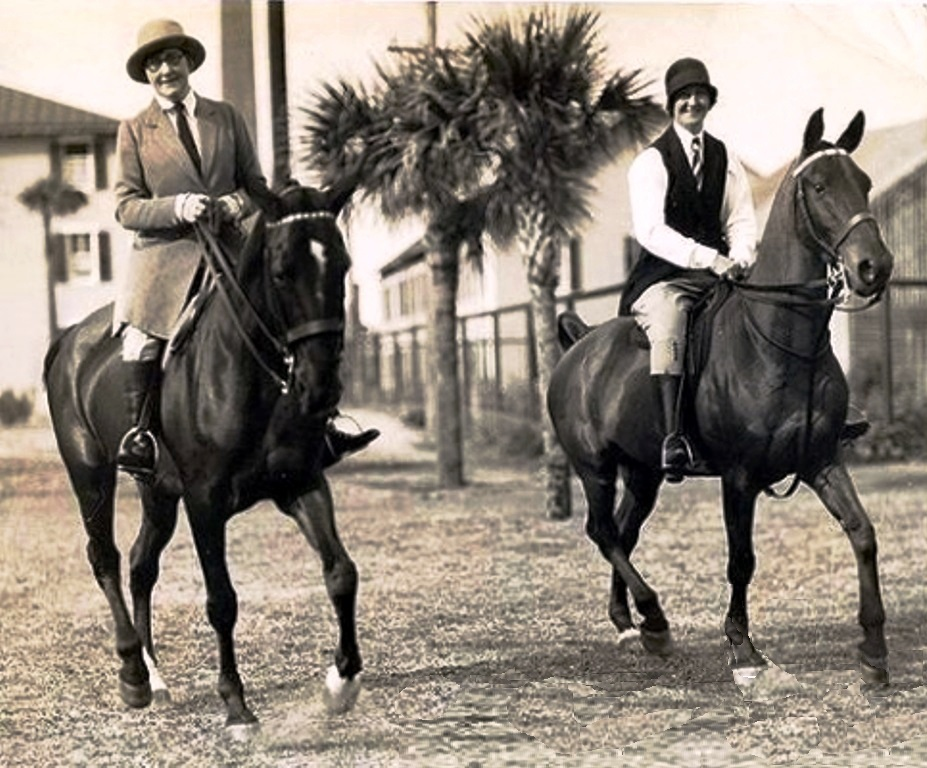
بيليغرينا باستورينو (بيليه) وماريا روزا أوليفر، نادي هيرلينغهام، بيلار، 1938.

وُلِدت بيليه في قصر باستورينو؛ وقضت طفولتها هناك لكنها غاردت صوبَ الأرجنتين مع أسرتها المهاجرة في سنٍّ مبكرةٍ ثم أعادتها عائلتها بمجرد بلوغها سنّ النضج إلى إيطاليا لتُكمل دراستها. تلقَّت تعليمها في أكاديمية بريرا في ميلانو حيثُ تخصَّصت في مجال الفنون الجميلة. بدأت بيليه حياتها المهنية كعارضةِ أزياء وأصبحت شخصية علاقات عامة في شركة هارودز البريطانية. قدَّمت باستورينو إعلانات أزياء حيثُ روّجت لمساواة المرأة واتجاهات الموضة النسوية؛ كما لعبت دورًا في إدخالِ سراويل النساء إلى الأرجنتين فضلًا عن مشاركتها في الإعلانات التجارية لشركة السجائر الشهيرة بريميروس (بالإسبانية: Primeros)‏ المملوكة لرجل الأعمال اليوناني-الأرجنتيني أرسطو أوناسيس.

### العمل الصحفي
بدأت بيليغرينا باستورينو المشاركة في الحركة النسوية أثناء عملها في مجلّة سِيرْ (بالإسبانية: Sur)‏ وهي المجلة التي نُشرت أول مرّة عام 1931 وتوقفت عام 2002. عملت باستورينو معَ ماريا روزا أوليفر كمُترجِمة؛ فقدَّمت محتوى تحريريًا يدعمُ الاعتراف بالمرأة في مكان العمل فضلًا عن مطالبتها بالمساواة في المجتمع مع الذكور. شاركت باستورينو في تظاهراتٍ نسويةٍ دوليةٍ انطلاقًا من منصبها كمساعدة خاصةٍ للكاتبة الأرجنتينية النسوية الشهيرة فيكتوريا أوكامبو.

### العمل الإنساني
خلال الحرب العالمية الثانية؛ شاركت بيليه في العملِ الإنساني حيثُ عملت على إنقاذ النساء والأطفال الذين غادروا أوروبا من خِلال إيجاد منازلٍ لهم في الأرجنتين و‌الأوروغواي و‌البرازيل وذلك في إطار عملها كمتطوعةٍ لدى الحركة الدولية للصليب الأحمر والهلال الأحمر وكذا لدى اليونسكو. الجدير بالذكرِ هنا أنَّ باستورينو بيليغرينا هي عمَّةُ الممثلة الأرجنتينية الشهيرة مالفينا باستورينو؛ وقد تزوّجت بيليه في قرطبة من كاتبِ المقالات الأرجنتيني نيكولاس باريوس لينش.